# Sphaerospira oconnellensis
Sphaerospira oconnellensis är en snäckart som först beskrevs av Cox 1871.  Sphaerospira oconnellensis ingår i släktet Sphaerospira och familjen Camaenidae. Inga underarter finns listade i Catalogue of Life.